# Dionysiuskirche (Bodelshausen)

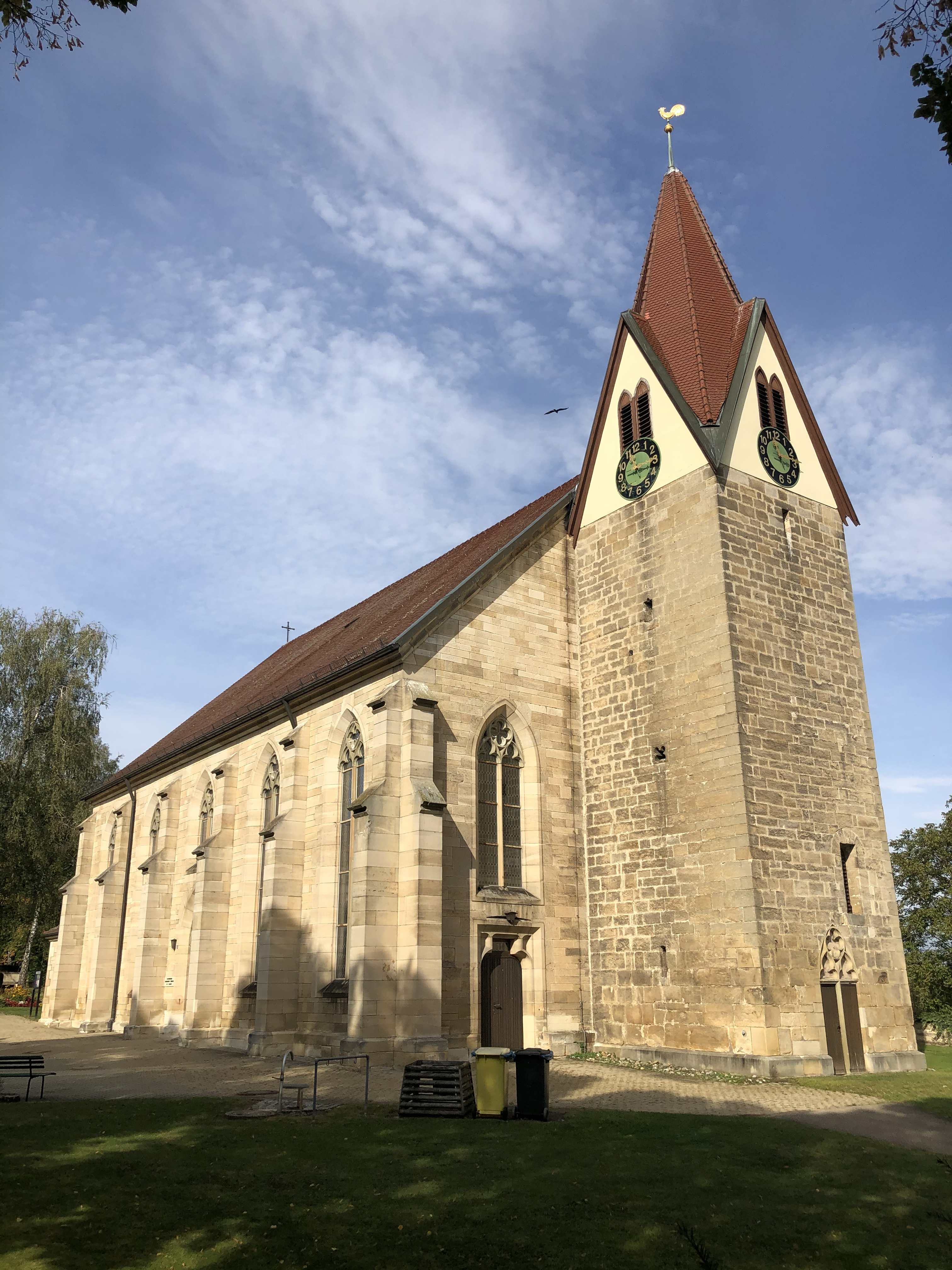

Die Dionysiuskirche ist die Pfarrkirche der evangelischen Kirchengemeinde Bodelshausen im Kirchenbezirk Tübingen.

## Kirchenherrschaft
Der Bodelshäuser Kirchherr (rector) wird 1275 in einem Verzeichnis des Bistums Konstanz genannt, in dem die Abgaben der Geistlichen zu einem geplanten Kreuzzug aufgeführt sind. Die Kirchenherrschaft war in Bodelshausen wahrscheinlich immer mit der Ortsherrschaft verbunden. Jedenfalls sind die Herren von Ow von 1345 bis 1438 in den Quellen als Kirchenherren benannt. Die Grafen von Württemberg erwarben 1446 und 1453 Orts- und Kirchenherrschaft über Bodelshausen.
Das Patrozinium der Kirche wird erst 1565 erwähnt.

## Kirchengebäude

### Kirchbau des 13. Jahrhunderts

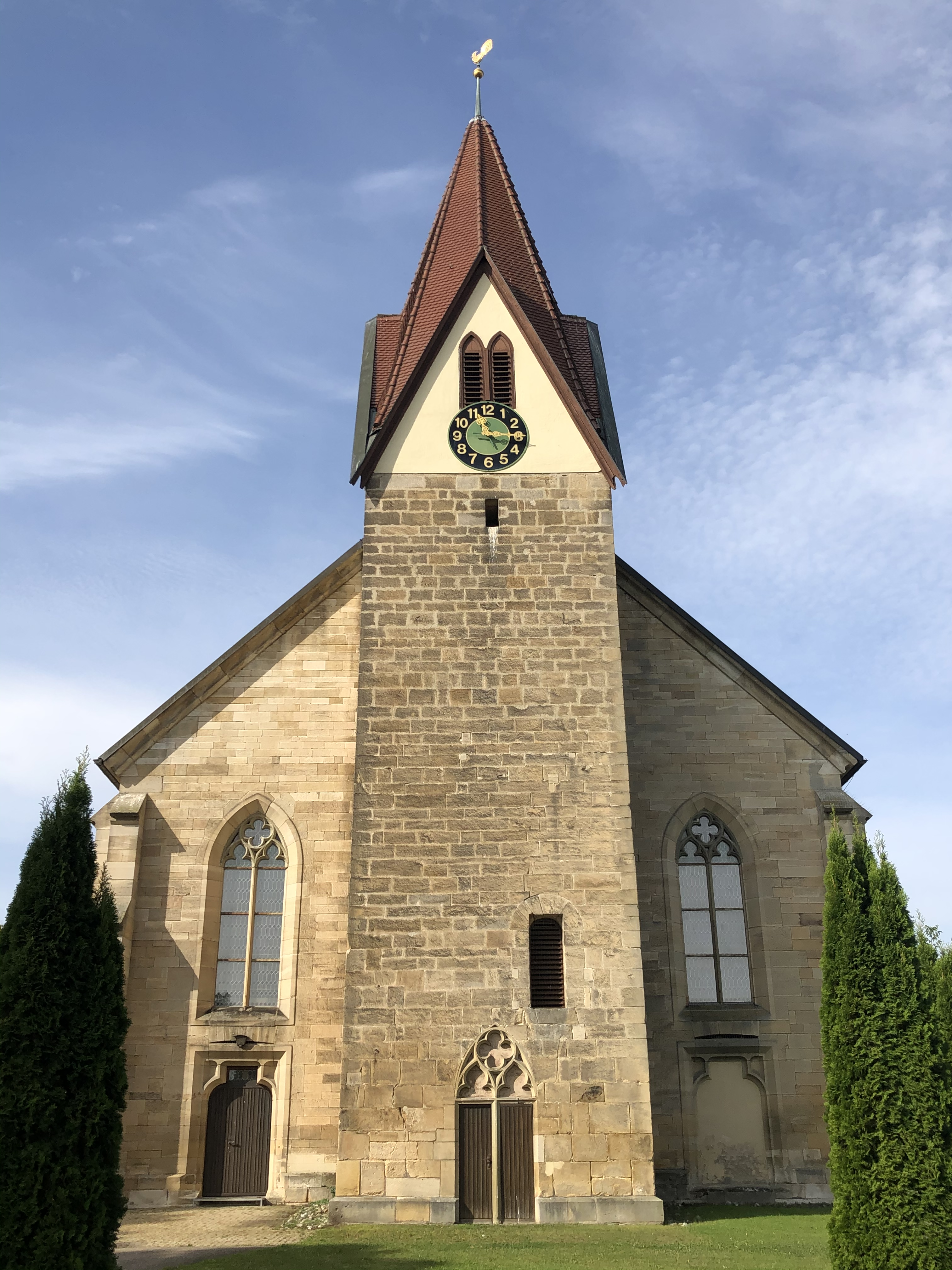
Turm

Von der mittelalterlichen Dionysiuskirche blieb der Turm erhalten. Dieser wurde um 1245 erbaut. Über einem quadratischen Grundriss (Seitenlänge 5,48 Meter) erhebt sich ein massiver, 15,04 Meter hoher Turm. An diesem Bauwerk lassen sich sowohl romanische (Rundbogentür im ersten Obergeschoss) als auch gotische Elemente (Vierpassfenster im zweiten Obergeschoss) ablesen. Das im 19. Jahrhundert abgerissene gotische Langhaus war baulich vom Turm getrennt. Es stand östlich von diesem, Richtung Pfarrhaus. Ein hölzerner Gang in etwa vier Metern Höhe verband Kirche und Turm.

### Erweiterung im 16. Jahrhundert
Als Quelle späterer Probleme lässt sich eine Baumaßnahme wohl des 16. Jahrhunderts ausmachen. Dabei wurde die Kirche um ein Seitenschiff vergrößert und eine Dachseite angehoben. Außerdem wurde zu einem unbekannten Zeitpunkt der steinerne Giebel durch eine Holzkonstruktion ersetzt.

### Renovierungen im 17. und 18. Jahrhundert
Turmhelm und Glockengeschoss wurden 1686 erneuert. Das Fachwerk des Turmhelms (Kreuzdach und Pyramide) zeigt Formelemente der Renaissance.
1773 standen Renovierungen in der Kirche an. Das Grundproblem dabei war, dass die Dachlast nach einem Umbau nicht mehr ausreichend abgeleitet werden konnte: das Gewicht des Dachstuhl drückte die Mauern auseinander. 1797 stellte man fest, dass die Sakristei baufällig war.

### Schließung und Abriss
1817 traten deutliche Risse im Mauerwerk auf, die der Landesbaumeister untersuchte. Er schlug einen Abriss und Neubau vor. Doch die Gemeinde war so verarmt, dass nicht einmal für Reparaturen Geld vorhanden war. So musste die Kirche erstmals 1820 wegen Einsturzgefahr geschlossen werden. Notdürftige Instandsetzungen sollten den Verfall so lange aufhalten, bis die Mittel zu einem Neubau vorhanden wären. 1842 beschädigte ein Unwetter das Gebäude so stark, dass es wiederum geschlossen werden musste. Der Gottesdienst fand nun im Schulhaus statt. Eine landesweite Kollekte erbrachte 2822 Gulden, etwa ein Zehntel der veranschlagten Bausumme.

### Neubau
Die Pläne für den Neubau des Kirchenschiffs fertigte Oberamts-Bauinspektor Johann Georg Rupp an; er hatte sich gerade erst vom Spätklassizismus ab- und der Neogotik zugewandt. Die feierliche Grundsteinlegung war am 15. Juni 1846. Um eine größere Grundfläche nutzen zu können, verlegte Rupp das neue Kirchenschiff auf die andere Seite des Turmes, so dass sich der Chor der neuen Bodelshäuser Kirche im Westen befindet. Bevor die Bauarbeiten beginnen konnten, musste das Gelände, bis dahin Friedhof, erst durch Exhumierungen vorbereitet werden. Am 17. Oktober 1847 fand die Einweihung statt. Der Neubau ist ein dreischiffiges Langhaus mit seitlichen Emporen und Polygonalchor.

## Inneneinrichtung

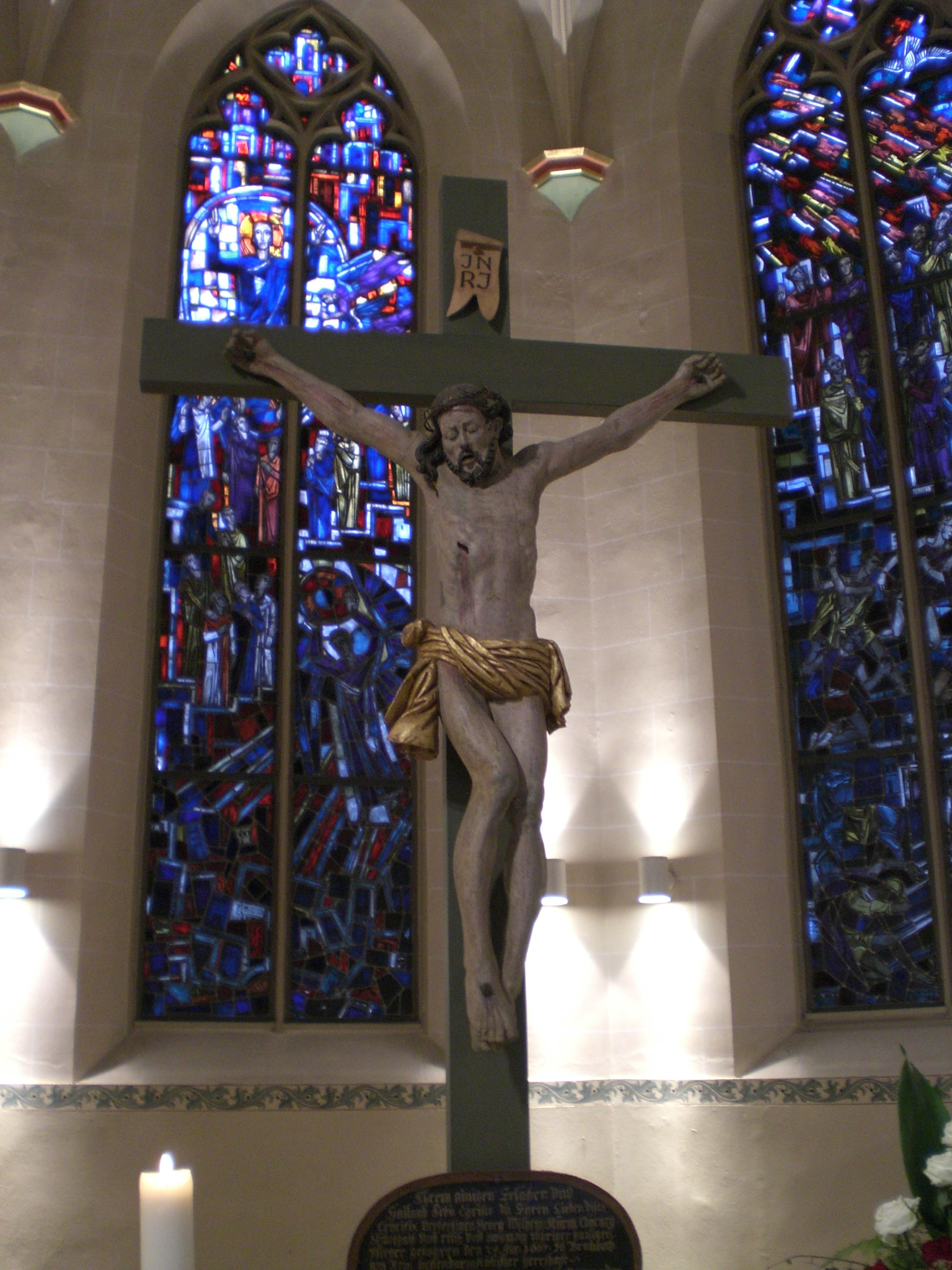
Altarkreuz der Dionysiuskirche (1720)

- Altarkreuz, gestiftet vom Schultheißen Georg Wilhelm Sturm zusammen mit Martin Öhrler, datiert 1720.[7]
- Epitaph für die dreijährige Christiana Tabitha Lumptin († 1739), Tochter eines Hohenzollernschen Rechnungsrats und Hofcassiers. Die Familie wohnte im katholischen Nachbarort Hechingen, die Beerdigung fand aber auf dem evangelischen Friedhof in Bodelshausen statt.[8]

## Orgel
Die Kirche erhielt erst 1849 eine neue Orgel, ein Werk des Orgelbauers Franz Xaver Engelfried aus Mühringen. Nach über hundert Jahren wurde sie 1964 gegen ein neues Instrument der Orgelbaufirma Weigle aus Echterdingen ausgetauscht. Diese hat 1694 Pfeifen in 23 Registern auf zwei Manualen und Pedal. In der Windlade der alten Orgel fand sich ein Autograph des Orgelbauers Engelfried, in dem dieser sich zur Revolution von 1848 bekannte und angab, oft „mit der Büchse als Scharfschütze im Gliede der Volkskämpfer“ gelaufen zu sein. Aber noch ehe er die Orgel vollendete, sei „Deutschland niedergedonnert durch die Fürsten und ihre Helfershelfer.“

## Glocken
Die älteste Glocke stammt aus dem 15. Jahrhundert.